# Kinderwunschzentrum
Ein Kinderwunschzentrum (auch: Kinderwunschklinik) bezeichnet ein zugelassenes medizinisches Versorgungszentrum oder Krankenhaus, dem nach § 121a SGB V die Genehmigung zur Durchführung von Maßnahmen zur Herbeiführung einer Schwangerschaft (künstliche Befruchtung) zulasten der gesetzlichen Krankenversicherung erteilt worden ist.
In Deutschland gibt es etwa 150 Kinderwunschzentren.

## Behandlungen in Kinderwunschzentren
Zu den klassischen Behandlungsmethoden von Kinderwunschzentren gehören:
- Hormontherapie,
- TESE/MESE,
- Gynäkologische Endokrinologie,
- Insemination,
- Samenspende,
- In-vitro-Fertilisation (IVF) und
- Intrazytoplasmatische Spermieninjektion (ICSI).

Der gesetzlichen Rahmen der möglichen Behandlungen wird im Embryonenschutzgesetz geregelt.

## Erfolgsquoten
Nur wenige Kinderwunschzentren geben die Erfolgsquoten ihrer durchgeführten Behandlungen an. Erfolgsquoten und andere Daten aus der Reproduktionsmedizin werden aggregiert für die ca. 150 Kinderwunschzentren in Deutschland vom Deutschen IVF-Register e.V. in Düsseldorf erhoben und ausgewertet. Das IVF-Register veröffentlicht aktuelle Erkenntnisse, Trends und Analysen in einem Jahrbuch.
Laut Jahrbuch 2016 kommt es pro IVF- oder ICSI-Zyklus in 90 % der Behandlungen zu einem Embryotransfer, in 33 % der Fälle auch zu einer Schwangerschaft. Die sogenannte Baby Take Home Rate (= Erfolgsquote bei Kinderwunschbehandlungen mit künstlicher Befruchtung) liegt für eine IVF bei 23,4 % pro Transfer und 19,9 % pro Behandlung, für die ICSI bei 19,1 % pro Transfer und Behandlung.
Bei der Auswahl einer Kinderwunschklinik spielen für Patienten neben transparenten Erfolgsquoten insbesondere eine durchgehende Betreuung durch den Arzt und die selbst zu tragenden Kosten eine große Rolle.

## Kosten für eine Kinderwunschbehandlung
Die gesetzliche Krankenkasse übernimmt gem. § 27a SGB V in der Regel nur einen Teil der Kosten. Nicht alle Behandlungsmethoden werden erstattet und die Erstattung ist an bestimmte Voraussetzungen gebunden.
Bei verheirateten Paaren mit ungewollter Kinderlosigkeit werden 50 Prozent der Kosten für insgesamt
- acht Zyklen einer Insemination ohne vorherige hormonelle Stimulation,
- drei Zyklen einer Insemination mit hormoneller Stimulation und
- drei Zyklen einer IVF-Behandlung oder drei Zyklen einer ICSI-Behandlung

erstattet.
Die Therapien können bei Bedarf nacheinander in Anspruch genommen werden, sofern die vorangegangene Behandlung nicht erfolgreich war.
Die Regelungen für Kostenübernahmen bei privaten Krankenversicherungen variieren sehr stark.
Eine IVF bzw. ICSI kostet rund 3.000 Euro pro Zyklus, Medikamente und Zusatzleistungen müssen i. d. R. selbst übernommen werden.